# 石川県道226号黒川横山線
石川県道226号黒川横山線（いしかわけんどう226ごう くろかわよこやません）とは、石川県かほく市内を通る一般県道（石川県道）である。

## 概要
- 起点：石川県かほく市黒川中12番地先（＝国道471号交点）
- 終点：石川県かほく市横山ノ10番1地先（＝石川県道225号木津横山停車場線交点）

かほく市北東部の集落を結ぶ。起点のあるかほく市黒川や隣接する同市元女は、かつての河北郡高松町であるが、更に歴史を遡ると羽咋郡南大海村を構成する集落の1つであり、令制国の区分において能登国に属していた地域であった。起点から南西に向かい、途中の若緑地内で大海川水系から大野川水系の宇ノ気川に変わる分水界がある。余地、上田名など、かほく市北東部の中山間地にある集落を経て、JR七尾線の木津踏切詰めで終点に至る。

## 現況
大半の区間は両側2車線（片側1車線）で整備され、白破線のセンターラインがひかれているものの、黒川集落南端約40mと、若緑地内の長福寺周辺約100mおよび終点周辺には狭路が残っている。このうち、長福寺周辺の狭隘部は2000年代までは未舗装区間であった。これは通年車両通行可能な石川県道としては石川県道10号金沢湯涌福光線の金沢市板ヶ谷町から同市横谷町の区間に次ぐものであり、ほぼ全路線が舗装された石川県道の中では稀少な存在であった。また、起点の黒川地内では長年、集落中心の八幡社前から集落内を経由するルートであったが、現在では集落を南側へバイパスするルートに移った。賀茂神社に隣接する宇ノ気川の支流である大谷川に架かる大谷川橋から終点までの区間までの689mには地下水を水源とする消雪パイプが設置されている。その他の区間は除雪車による除雪が行われている。
歩道は黒川の新旧道分岐から元女の五差路までと、余地から横山の賀茂神社までの区間にそれぞれ車道片側に設置されている。

## 歴史
- 1960年（昭和35年）10月15日：路線認定。

## 接続道路
- 国道471号（かほく市黒川：起点）
- 石川県道59号高松津幡線（河北縦断道路）（かほく市横山・横山東交差点）
- 石川県道225号木津横山停車場線（かほく市横山・木津踏切詰：終点）

## 通過する自治体
- 石川県
  - かほく市

## バス路線
- かほく市福祉巡回バス
  - 北回りルート：市道との五差路 - 元女集会所前 - 横山北 - 石川県道225号木津横山停車場線交点
  - 他に中央ルートも横山駅前近辺を一部経由する。

## 周辺
- 大海川
- 宇ノ気川
- 遺跡公園 大海西山弥生の里
- 若緑山 - 若緑横穴群
- 北陸火工（1997年（平成9年）に石川県が誘致した、花火の製造および販売を行う事業者）
- 北陸グリーンヒルゴルフ
- 藤ケ丘公園（旧宇ノ気町立金津小学校）
- 上田名保育園
- かほく市立金津小学校
- 谷公園
  - かほく市金津多目的グラウンド（かほく市金津ソフトボール場）
- 津幡警察署 横山駐在所
- 信頼の森 かほく店
- ファミリーマートかほくバイパス店
- 賀茂神社
- 北陸ハーネス 宇ノ気第2工場
- JR七尾線 横山駅